# 米婭·克·普拉維
米婭·克·普拉維（英語：Mia Krisna Pratiwi，1996年6月19日—）是一名印尼環境工程師及環保主義者。2021年獲BBC列為該年度的巾幗百大。
普拉維曾就讀万隆理工学院，畢業後在登巴萨市政府環境局工作，她與非政府組織Griya Luhu及地方社區合作，透過應用程式開發，改善巴厘岛的垃圾集中、處理與回收工作。 
2021年10月，普拉維受邀擔任青少年永續創業競賽的評審。